# Алени, Джулио

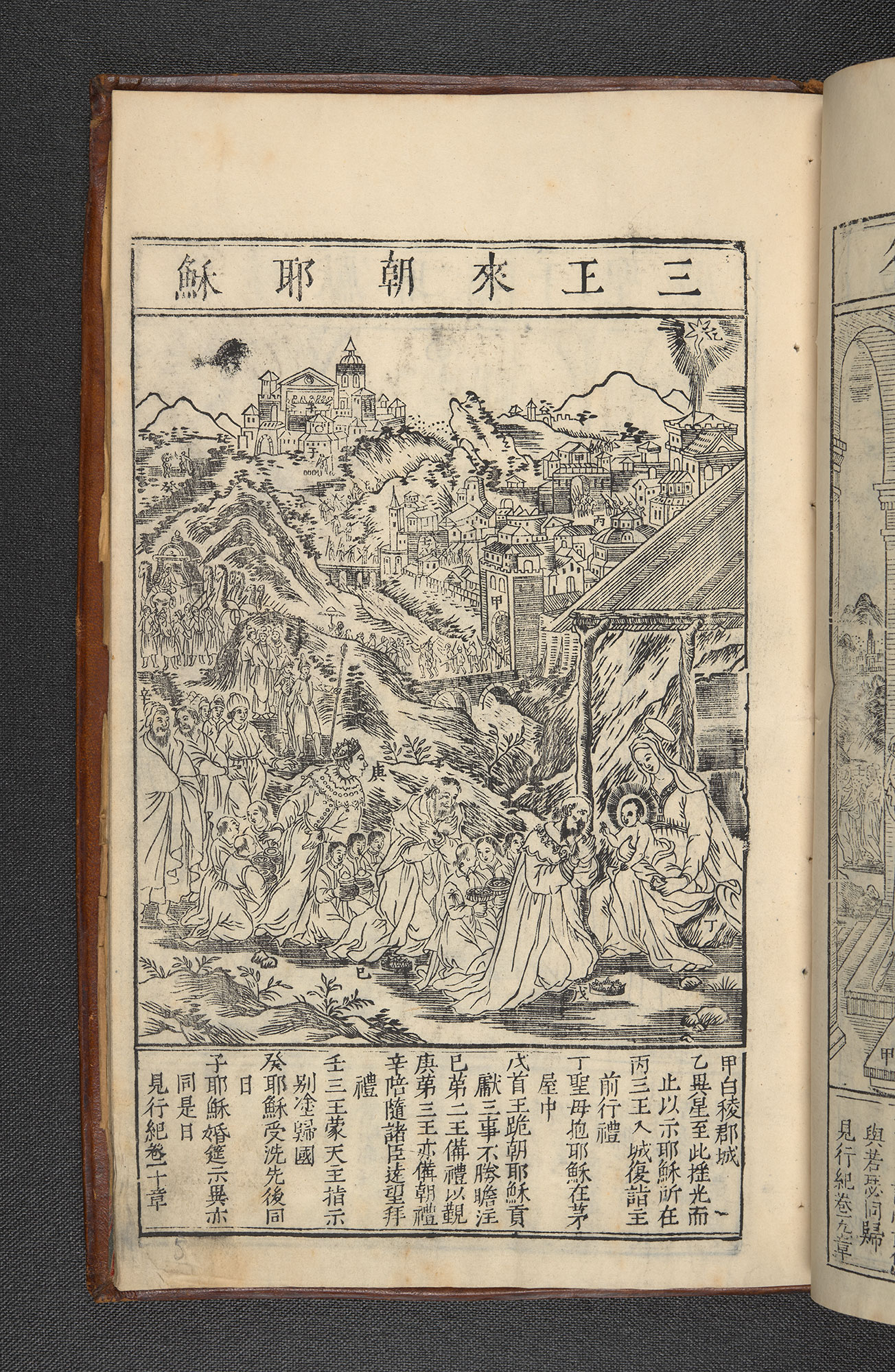
«Жизнь Иисуса». 1637

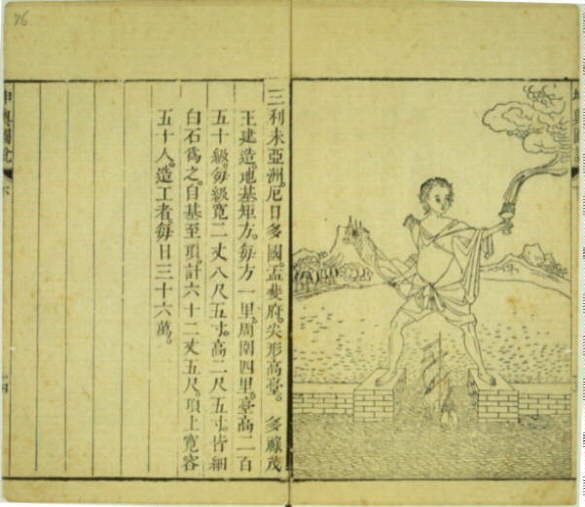
Колосс Родосский иллюстрация книги Д. Алени. 1620

Джулио Алени (кит. 艾儒略, Ай Жулюэ, Ай Сыцзи, итал. Giulio Alenio, лат. Julius Alenius; 1582, Брешиа, Венецианская республика — 3 августа 1649, Яньпин (ныне Наньпин, Китай)) — итальянский иезуит, католический миссионер в Китае, учёный, математик, астроном.

## Биография
Из обедневших дворян, переселившихся из Бергамо. Ранее его предки носили фамилию де Болдини, но вскоре они получили новое имя по названию деревни Лено, в которой они поселились.
В 1597 году Д. Алени начал учиться в колледже Св. Антония в Брешии. После завершения трехлетнего обучения в области гуманитарных наук, в 1600 году вступил в Общество Иисуса. Во время своего новициата он, в основном, интересовался наукой. В 1602 году был отправлен начальством в Парму для изучения философии, которая заняла его три года. Продолжил обучаться математике и философии в Венеции, преподавал литературу в Болонье. В 1607 году Алени отправился в Рим для изучения богословия . Он также изучал там астрономию, в числе его учителей был знаменитый иезуит и учёный Христофор Клавий. Д. Алени отличался своими познаниями в математике и богословии.
Во время учёбы и работая учителем, Алени заинтересовался темой миссий христианизации. В 1603 году он обратился к генералу Общества Иисуса Клаудио Аквавива с просьбой о разрешении принять участие в миссии. Сначала он хотел поехать в Перу, но был направлен на Дальний Восток.
В 1609 году руководством ордена был отправлен в Китай. Ожидая благоприятной возможности въехать в страну, в течение 2-х лет преподавал математику в Аомыне (ныне Макао), занимался астрономией. Опубликовал сочинение «Observation sur l'éclipse de lune du 8 Novembre 1612, faite a Macao» (Mémoires de l’Acad. des Sciences, VII, 706.).
С 1619 года активно приступил к миссионерской деятельности. Начал её с Янчжоу, затем работал в Ханчжоу, а затем в Цзянчжоу. Обратил в католичество 250 китайцев провинции Чжэцзян. В 1620 году создал миссионерский стан в г. Цзянчжоу (ныне Синьцзян, провинции Шаньси). Среди обращенных им лиц были и некоторые видные сановники южных областей Китая, при поддержке которых он начал проповедовать и там. Тогда же Д. Алени приступил к составлению космографии, описательного атласа мира (Wanwu zhenyuan 萬物 真 原. Ханчжоу, 1623). За основу им были взяты «Полная карта десяти тысяч государств всей земли» Маттео Риччи (1602) и исследования других миссионеров-иезуитов в Китае.
Автор нескольких работ в различных областях науки. Опубликовал работы по географии, космографии, европейским наукам, истории и китайской философии.
Среди трудов Д. Алени — также переводы и переложения книг Нового Завета на китайский язык: «Тяньчжу цзяншэн яньсин цзилюе» («Жизнь Господа Нашего Иисуса Христа Спасителя народов», 1635—1637); работы на богословские темы: о сущности Евхаристии «Шэнти яоли» («Главный закон Святого Тела», 1644), о смысле христианского покаяния в «Дицзуй чжэнгуй» («Верные правила, смывающие грехи»); сочинение о фундаментальных основах христианства («Саньшань луньсюе цзи», 1625); исследование о священном значении католической мессы («Миса цзыи», 1629); работы по географии, философии Аристотеля, заметки и дневники о жизни фучжоуских христиан.
Носил китайскую одежду, освоил манеры страны, был первым христианским миссионером в Цзянси, построил несколько церквей в провинции Фуцзянь. За комментарии к текстам Конфуция, свидетельствовавшие о прекрасном знании конфуцианского канона, Д. Алени получил почётное наименование «Конфуций Запада», став главой академии г. Фучжоу.
Когда в Китае возобновились преследования христиан, в 1637 году его арестовали вместе с другими миссионерами и выдворили за пределы Фучжоу в Макао. Только ходатайство ряда видных учёных позволило Д. Алени вернуться в город. В 1641—1648 гг. Д. Алени — вице-провинциал иезуитских миссий в южных районах Китая.
Записи его бесед с иезуитом Андреем Рудомина-Дусяцким являются ценным источником информации о функционировании христианских общин в Китае и о ходе евангелизации. Он также продолжил астрономические исследования и сделал ряд замечаний о магнетизме, результаты которых он позже отправил Афанасию Кирхеру. С ним он также переписывался и по другим темам, главным образом, в отношении китайской цивилизации и языка.
Во время маньчжурского завоевания страны отошёл от службы и провёл последние годы жизни в горном уединении Яньпина, где и скончался. Похоронен в Шичжушань, провинции Фуцзянь.